# Roemeense Wikipedia
De Roemeenstalige Wikipedia (Roemeens: Wikipedia în limba română) is de Roemeense editie van Wikipedia, de vrije encyclopedie. Het Roemeenstalige project startte in juni 2003. Ondertussen telt de Roemeense editie al bijna 450.000 artikelen (december 2022), waarmee ze de op twintig na grootste Wikipedia is. In december 2004 begonnen de gebruikers te onderhandelen over een lokale versie van Wikimedia, Asociaţia Wikimedia România.
In april 2004 steunden de gebruikers van de Roemeenstalige Wikipedia de oprichting van een Aroemeenstalige Wikipedia; het Aroemeens is sterk verwant aan het Roemeens.

## Aantal artikelen
In augustus 2016 waren er ruim 370.000 artikelen. Op 12 mei 2018 waren er ruim 385.000 artikelen. Op 4 december 2022 waren er 435.000 artikelen.